# NOS Stories
NOS Stories is een online nieuwsvoorziening van de NOS gericht op jongeren van 13 tot en met 18 jaar en maakt vooral gebruik van de sociale mediakanalen YouTube, Instagram, TikTok  en Snapchat. In 2015 begon NOS Stories als een pilot onder de naam NOS Kort op Instagram. In 2018 werden drie pilots bij de NOS voor jongeren samengevoegd: NOS Mashup (YouTube), NOS Snaplines (Snapchat) en NOS Kort (Instagram) kregen de nieuwe naam NOS Stories. De belangrijkste presentatoren waren toen Jeroen Gortworst, Nisrine Sahla, Iris de Graaf en Danny Simons. Iris de Graaf was daarna onder andere buitenland correspondent in Rusland en is nu nieuwslezer bij het NOS Journaal.